# Florence de Fonblanque
Florence Gertrude Sparagnapane, conocida como Florence de Fonblanque (Londres, 22 de julio de 1864-Duncton, 2 de diciembre de 1949) fue una sufragista y actriz británica. Fue la «Creadora y líder de la marcha del sufragio femenino de Edimburgo a Londres en 1912».

## Biografía
Fonblanque nació en Londres de una familia propietaria del negocio de «galletas y dulces de Navidad de Sparagnapane». Su madre era Aurelia Williams y su padre Gaudente Sparagnapane. Fue educada en Bruselas y en Brighton y como su hermana mayor, Maud, se convirtió en actriz. Se casó con un compañero actor, Robert Edgar De Grenier de Fonblanque, cuando dijo tener 21 años, pero en realidad tenía 26. Con el tiempo Robert recibió los títulos de marqués de Juliers, conde de Hautserre y conde de Fonblanque.
Al igual que su hermana, se interesó por el sufragio femenino. En 1906 vivía en Duncton, cerca de Chichester, y en los años siguientes se unió a varias organizaciones que abogaban por el voto femenino. En 1912 fue miembro de la Conservative and Unionist Women's Franchise Association (CUWFA).

## La marcha

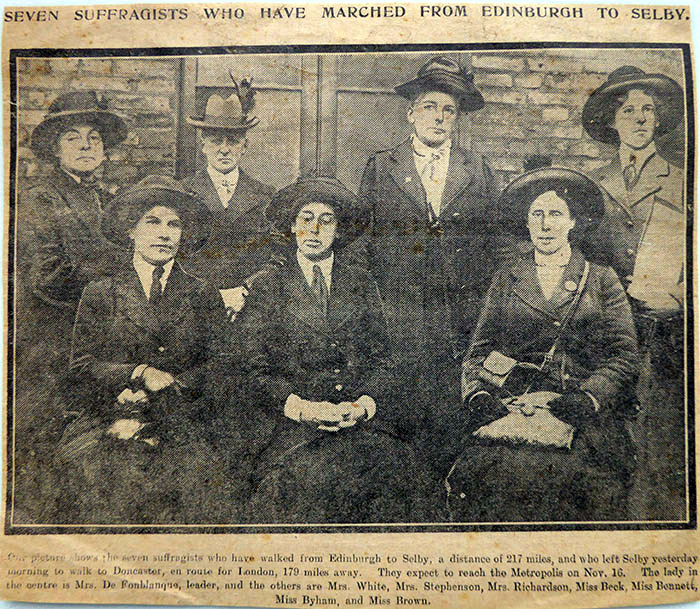
Las siete que llegaron a Selby.

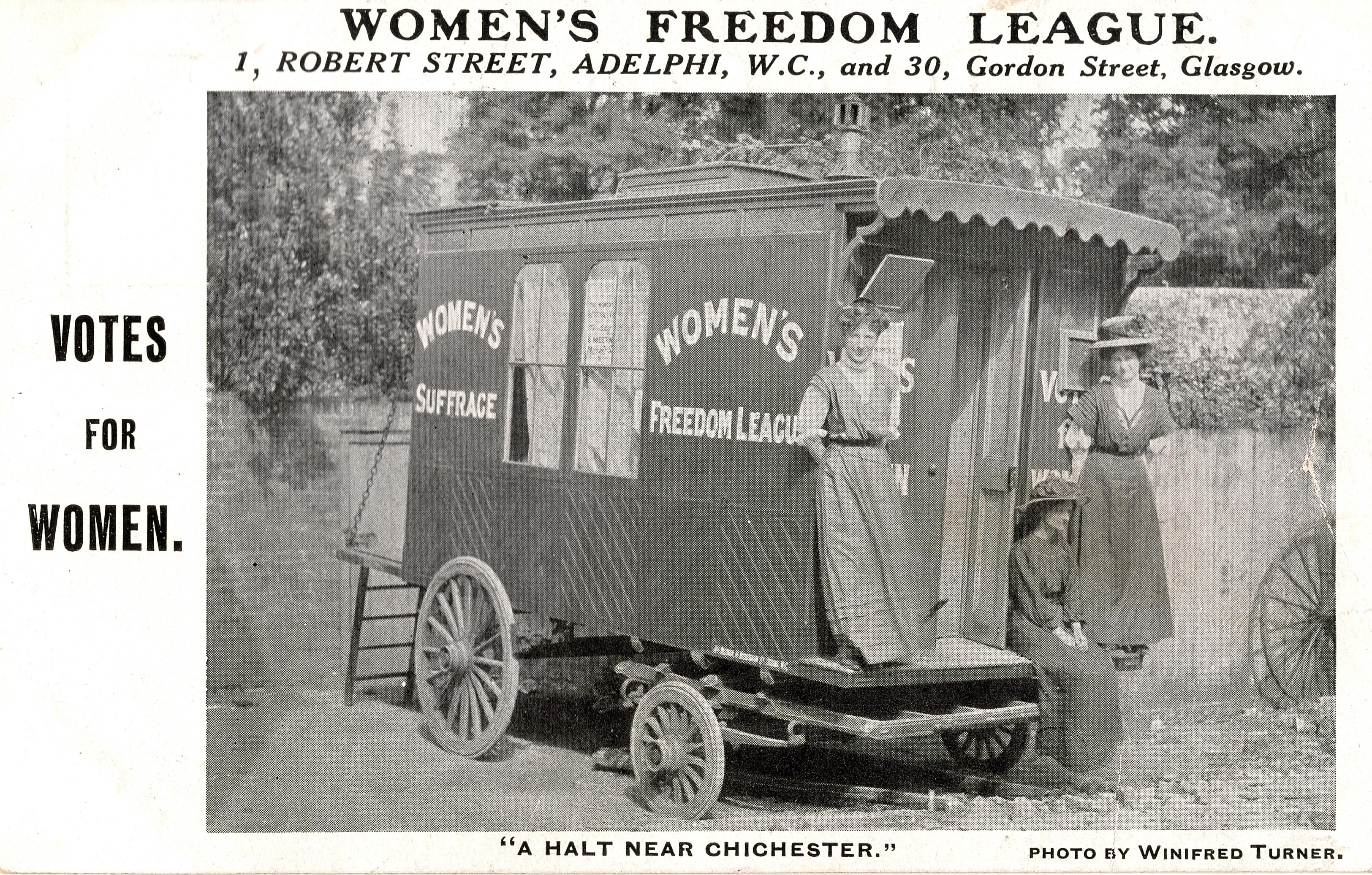
Caravana de recorrido de las Women's Freedom League.

Fonblanque decidió organizar una marcha de Edimburgo a Londres para llamar la atención sobre la causa del sufragio femenino. Inicialmente pensó que caminar hasta Edimburgo sería una buena idea, pero se decidió marchar desde Edimburgo para que la marcha terminara su publicidad en Londres. Únicamente seis mujeres, incluyendo a Agnes Brown y Sarah Benett, que era la tesorera de la Women's Freedom League («Liga de la Libertad por las Mujeres»), partieron el 21 de octubre de 1912. Su hermana y Ruth Cavendish Bentinck ayudaron con la organización. Mientras ellas y Fonblanque viajaban de Escocia a Londres, recogieron firmas para una petición y cobertura en los periódicos. Fonblanque se aseguró de que estuvieran vestidas de marrón con rosetas y escarapelas de color verde brillante, y fueron conocidas como las «Brown Women». Siguieron la ruta de la A1 y se les unieron dignatarios a lo largo del camino. Un día cerca de Berwick caminaron más de 30 millas antes de que las ahora siete manifestantes fueran recibidas por el miembro del parlamento local. Su número creció lentamente, cuando pasaron por Grantham en noviembre había doce caminantes incluyendo a Fonblanque.

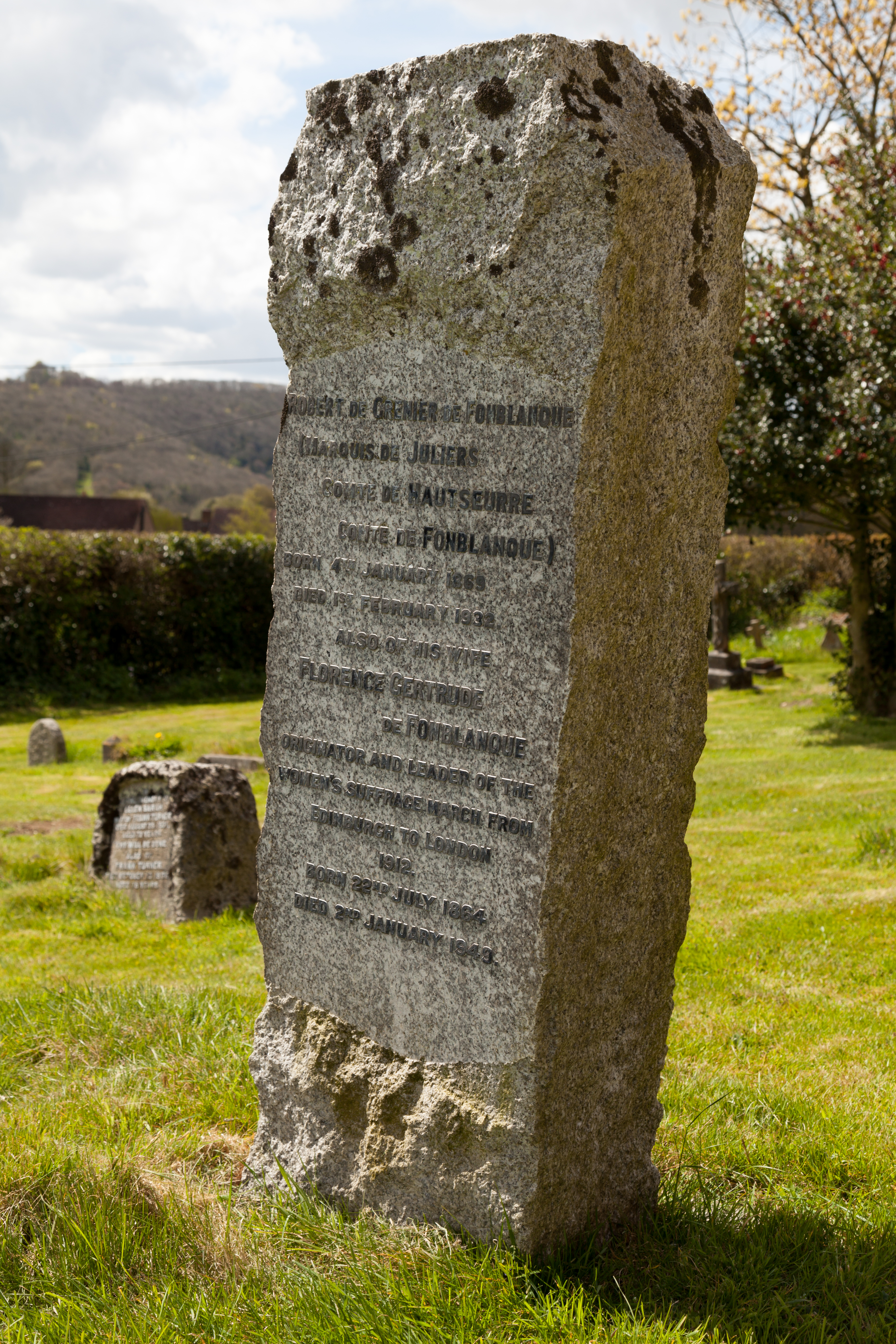
Tumba de Florence de Fonblanque en Duncton.

Finalmente llegaron a Londres el 16 de noviembre donde el carro y el caballo de Fonblanque fueron enviados a Escocia. Fueron en metro a Trafalgar Square donde los caminantes entraron con música. Su hermana Maud Arncliffe Sennett había asistido a la marcha organizando una recepción para los caminantes cuando llegaron.
El mes después de la marcha de Edimburgo a Londres, Rosalie Gardiner Jones organizó la primera caminata del sufragio americano que partió de El Bronx a Albany, Nueva York.
Hubo informes de que ella y Ruth Cavendish Bentinck habían fundado una organización de sufragistas no alineadas en 1913. El Qui Vive Corps llevaría el uniforme marrón, verde y blanco descrito anteriormente. La intención era que asistieran a cualquier evento inspirado en el sufragio. El Qui Vive Corps estaba involucrado en la campaña del Partido Laborista en Derbyshire y Staffordshire porque se oponía a la política del Partido Liberal que estaba en contra de que las mujeres obtuvieran el voto.

## Fallecimiento y legado
Fonblanque murió en su casa en Duncton en 1949. Fue enterrada en el patio de la iglesia anglicana de la Santísima Trinidad e hizo tallar en su lápida, a petición suya, el Originator and leader of the women's suffrage march from Edinburgh to London 1912.